# Geografia da Região Centro-Oeste do Brasil

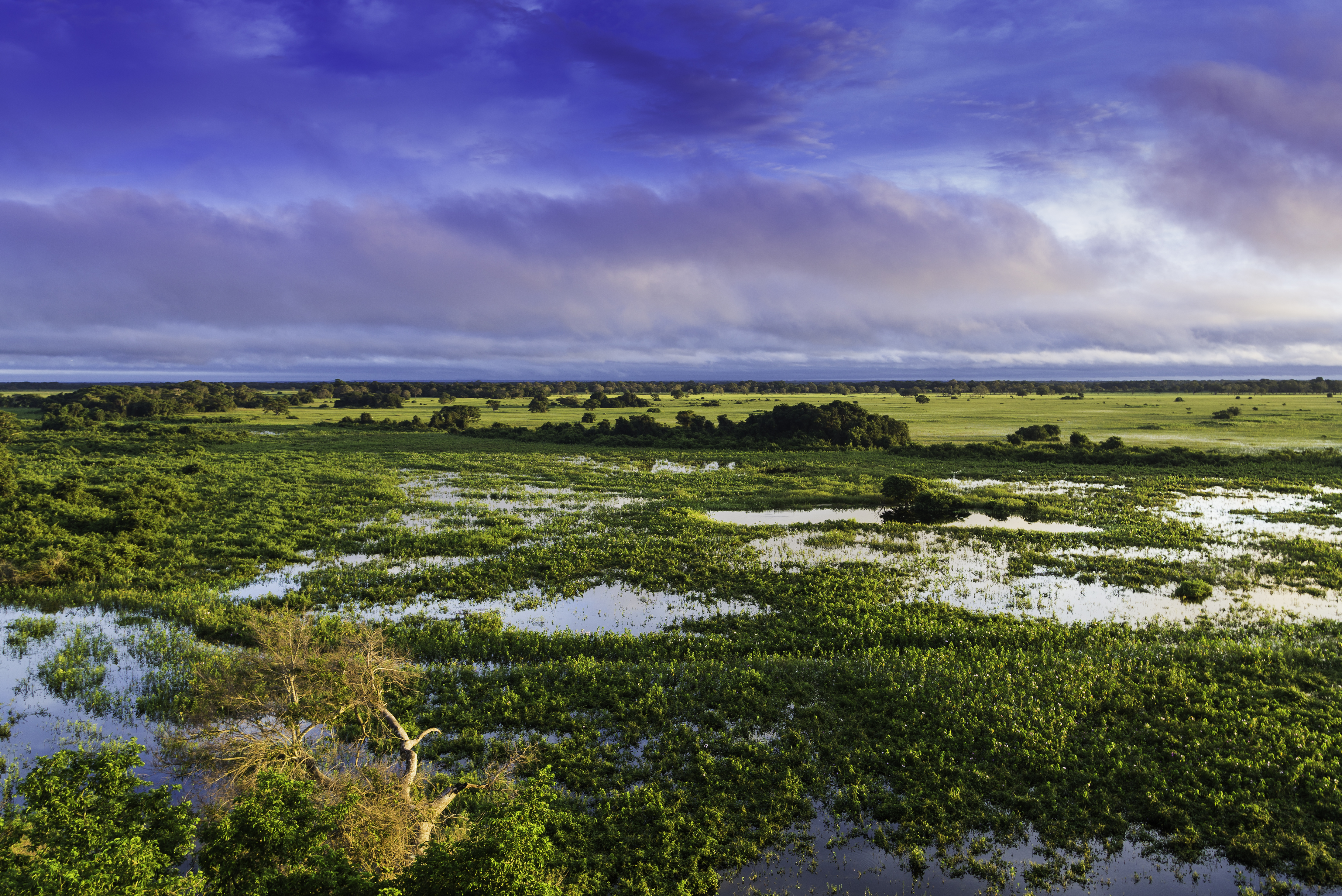
Pantanal, Mato Grosso, Brasil.

A Região Centro-Oeste do Brasil é uma das cinco grandes divisões territoriais do país, composta pelos estados de Goiás, Mato Grosso, Mato Grosso do Sul e pelo Distrito Federal. Caracterizada por uma diversidade geográfica impressionante, essa região possui uma mistura única de ecossistemas, recursos naturais e uma rica história cultural.
O Centro-Oeste do Brasil é uma área de grande importância geográfica, econômica e ambiental. Com sua diversidade de relevo, clima, vegetação e recursos naturais, é uma região que oferece inúmeras oportunidades de desenvolvimento econômico e turístico, ao mesmo tempo em que precisa enfrentar desafios relacionados à preservação ambiental, gestão de recursos hídricos e desenvolvimento sustentável.
Localizada na porção central do Brasil, a Região Centro-Oeste abrange uma área de aproximadamente 1.606.370 quilômetros quadrados, o que corresponde a cerca de 18,8% do território nacional. É limitada ao norte pelo Pará e Tocantins, ao sul por São Paulo e Paraná a leste por Minas Gerais e Bahia e a oeste pelo Amazonas, Rondônia e Paraguai.

## Relevo

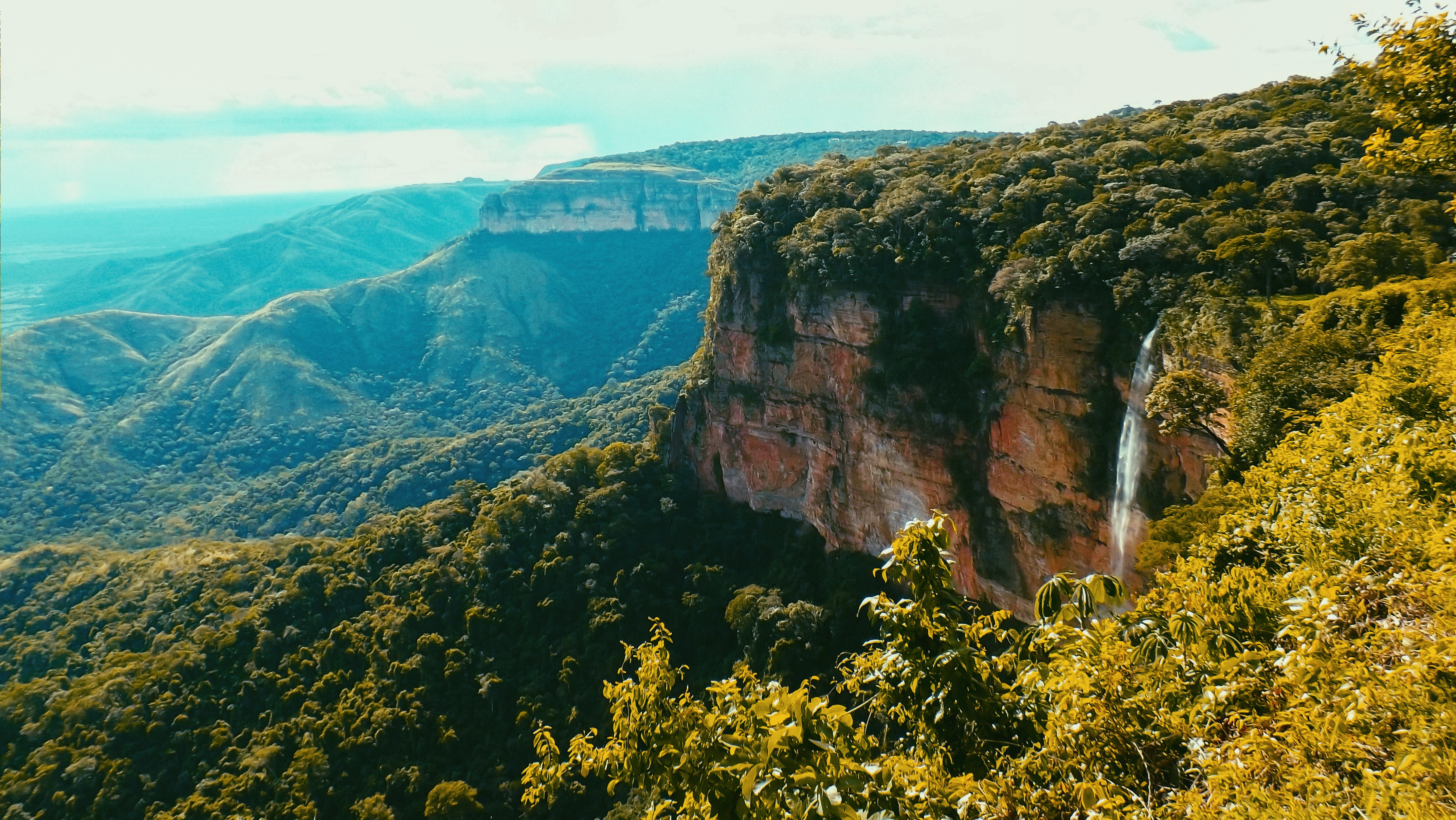
Chapada dos Guimarães.

A região Centro-Oeste do Brasil apresenta um relevo diversificado, marcado por planaltos, chapadas, depressões e áreas de planície, que contribuem para a sua riqueza geográfica e potencial econômico. Destacam-se a Chapada dos Guimarães, em Mato Grosso, e a Chapada dos Parecis, em Rondônia. Há também áreas de planalto como o Planalto Central, onde está localizado o Distrito Federal, e planícies aluviais próximas aos rios da região, como o Pantanal Mato-Grossense.
- Planalto Central: O Planalto Central é uma das principais feições do relevo do Centro-Oeste. Abrange grande parte do estado de Goiás e do Distrito Federal, onde se situa a capital do país, Brasília. É uma extensa área de relevo suavemente ondulado, com altitudes variando entre 800 e 1.200 metros. Esse planalto é cortado por vales fluviais, como o do rio Tocantins, e apresenta uma vegetação típica de cerrado.

- Chapadas e Serras: A região também é caracterizada por chapadas e serras, que se destacam pelo seu relevo acidentado e altitudes elevadas. A Chapada dos Guimarães, no estado de Mato Grosso, e a Chapada dos Veadeiros, em Goiás, são exemplos importantes. Essas áreas são conhecidas por suas formações rochosas, cachoeiras, rios e cavernas, além de abrigarem uma rica biodiversidade.

- Depressão do Araguaia: Localizada entre os estados de Goiás, Mato Grosso e Tocantins, a Depressão do Araguaia é uma área de baixa altitude, caracterizada por extensas planícies aluviais, várzeas e áreas úmidas. O rio Araguaia é o principal curso d'água que atravessa essa região, contribuindo para a formação de importantes ecossistemas como o Pantanal.

- Planícies e Pantanal: Parte do Pantanal brasileiro, uma das maiores áreas alagadas do mundo, está localizada no Centro-Oeste, principalmente nos estados de Mato Grosso e Mato Grosso do Sul. Essa região é formada por extensas planícies inundáveis, intercaladas por rios, lagoas e matas ciliares. O Pantanal abriga uma biodiversidade extraordinária, com uma grande variedade de espécies de flora e fauna.

- Áreas de Planície: Além do Pantanal, o Centro-Oeste também possui outras áreas de planície, como as várzeas dos rios Tocantins e Araguaia, e as áreas de terras baixas ao longo do rio Paraná. Essas planícies são importantes para a agricultura e pecuária da região, contribuindo para a produção de grãos, como soja e milho, e para a criação de gado.

## Clima
O clima da Região Centro-Oeste varia de acordo com a localização geográfica. Predominantemente tropical, com estações bem definidas, apresenta temperaturas elevadas na maior parte do ano. No entanto, nas áreas mais altas, como nas chapadas, o clima é mais ameno. Durante o verão, ocorrem chuvas intensas e frequentes, enquanto o inverno é mais seco. O clima do Centro-Oeste possui variações regionais devido à extensão territorial da região e à influência de diferentes sistemas atmosféricos.
- Clima Tropical Úmido e Subúmido: Grande parte do Centro-Oeste possui um clima tropical úmido e subúmido, com duas estações bem definidas: uma estação chuvosa, que geralmente ocorre de outubro a abril, e uma estação seca, que vai de maio a setembro. Durante a estação chuvosa, as precipitações são intensas e frequentes, podendo ocorrer tempestades e chuvas torrenciais. Já na estação seca, as chuvas são escassas e as temperaturas tendem a ser mais elevadas.

- Clima Tropical de Altitude: Em algumas áreas mais elevadas, como nas chapadas e serras do Centro-Oeste, o clima é classificado como tropical de altitude. Nessas regiões, as temperaturas são mais amenas em comparação com o restante da região, especialmente durante a estação seca. As chuvas também são mais bem distribuídas ao longo do ano, não havendo uma distinção tão marcante entre a estação seca e a estação chuvosa.

- Clima Tropical Úmido de Transição: Nas áreas próximas à Amazônia, como parte do norte de Mato Grosso e de Goiás, o clima tende a ser mais úmido e quente, com características de transição entre o clima tropical e o clima equatorial. Nesses locais, as chuvas são abundantes ao longo de todo o ano, com uma estação seca menos pronunciada.

- Variações Locais: Além desses padrões gerais, existem variações climáticas locais devido a fatores como altitude, proximidade de massas de água e cobertura vegetal. Por exemplo, áreas próximas aos rios e lagos podem apresentar umidade mais elevada e temperaturas ligeiramente mais amenas, enquanto áreas de cerrado mais aberto tendem a ser mais quentes e secas.

## Hidrografia
A hidrografia da Região Centro-Oeste é marcada por importantes bacias hidrográficas, como a do rio Paraná, que forma a divisa com o estado de São Paulo, e a bacia do rio Paraguai, onde se localiza o Pantanal, a maior área úmida continental do mundo. Além disso, a região é cortada por afluentes dos rios Araguaia, Tocantins e Paraguai, que desempenham um papel fundamental na economia e na biodiversidade local. A hidrografia do Centro-Oeste é caracterizada por uma diversidade de rios, córregos e bacias hidrográficas que desempenham um papel vital na região, influenciando seu clima, sua vegetação e sua economia.
- Bacia do Rio Paraguai: Uma das mais importantes bacias hidrográficas da região, o Rio Paraguai nasce no Mato Grosso e percorre uma extensa área do Centro-Oeste antes de desaguar no Rio Paraná, na fronteira com o Paraguai. Ele é navegável em grande parte de seu percurso e desempenha um papel crucial no transporte fluvial e na pesca.[11]

- Bacia do Rio Paraná: Embora grande parte da bacia do Rio Paraná esteja fora do Centro-Oeste, alguns de seus afluentes, como o Rio Paraná e o Rio Grande, cortam a região. Esses rios são importantes para a geração de energia hidrelétrica, navegação e irrigação.[12]

- Bacia do Rio São Francisco: Embora o Rio São Francisco tenha sua nascente na região Sudeste, ele passa por uma pequena parte do oeste de Minas Gerais, que faz parte do Centro-Oeste brasileiro. O São Francisco desempenha um papel crucial no abastecimento de água, na irrigação e na navegação em algumas áreas do Centro-Oeste.[13]

- Bacias Hidrográficas do Pantanal: O Pantanal, uma das maiores áreas úmidas do mundo, abrange partes do Mato Grosso e do Mato Grosso do Sul.[14] É alimentado por uma intrincada rede de rios sazonais, como o Rio Cuiabá, o Rio Paraguai, o Rio Miranda e outros. Esses rios inundam a planície durante a estação chuvosa, criando um ambiente único de biodiversidade e sustentando uma variedade de vida selvagem.[15]

- Bacias do Cerrado: A maioria dos rios do Centro-Oeste nasce no Planalto Central, onde está localizado o cerrado. Esses rios, como o Rio Araguaia, o Rio Tocantins, o Rio das Mortes e outros, são importantes para a agricultura, a pecuária e o abastecimento de água das comunidades locais.[16]

- Aquíferos: Além dos rios, o Centro-Oeste também é rico em aquíferos subterrâneos, como o aquífero Guarani e o aquífero Bambuí, que fornecem água para consumo humano, irrigação e indústrias.[17]

A hidrografia do Centro-Oeste desempenha um papel crucial na economia, na ecologia e na vida das pessoas que habitam a região. No entanto, também enfrenta desafios, como a poluição, o desmatamento e conflitos pelo uso da água, que exigem uma gestão cuidadosa e sustentável dos recursos hídricos.

## Pluviosidade
A pluviosidade na Região Centro-Oeste do Brasil é influenciada por diversos fatores geográficos e climáticos, resultando em variações significativas ao longo do ano e em diferentes áreas da região. Em geral, a região apresenta um clima tropical, com estações bem definidas de chuva e seca, porém, as características específicas variam conforme a localização geográfica e o relevo. Essa distribuição das chuvas desempenha um papel fundamental na dinâmica ambiental e na economia da região, influenciando atividades como a agricultura, a pecuária e o turismo.
Durante o verão, que geralmente ocorre entre os meses de dezembro e março, a região experimenta uma estação chuvosa, com precipitações intensas e frequentes. Nesse período, as chuvas são mais comuns e volumosas, contribuindo para o aumento dos níveis dos rios e a revitalização da vegetação. Essa época é fundamental para a agricultura, pois favorece o plantio e o desenvolvimento das culturas agrícolas, como soja, milho e algodão, que são importantes para a economia da região.
Por outro lado, durante o inverno, que vai de junho a setembro, a região experimenta uma estação seca, com chuvas escassas e baixa umidade relativa do ar. Nesse período, as temperaturas podem ser mais amenas, especialmente nas áreas mais elevadas, como as chapadas, mas a falta de chuvas pode afetar o abastecimento de água, a produção agrícola e aumentar o risco de incêndios florestais.
É importante ressaltar que existem variações na pluviosidade conforme a localização geográfica e o relevo da região. Enquanto áreas como o Pantanal Mato-Grossense e o norte de Goiás tendem a receber maiores volumes de chuva devido à sua proximidade com a Amazônia e à presença de grandes rios, como o Paraguai e o Araguaia, outras regiões, como o Planalto Central, podem apresentar índices pluviométricos mais baixos, especialmente em áreas mais distantes dos cursos d'água.
Além disso, a pluviosidade na Região Centro-Oeste também pode ser afetada por fenômenos climáticos globais, como o El Niño e a La Niña, que influenciam os padrões de temperatura e precipitação em todo o mundo. Esses eventos climáticos podem causar variações na distribuição e intensidade das chuvas na região, afetando a agricultura, a disponibilidade de água e o meio ambiente.

## Vegetação

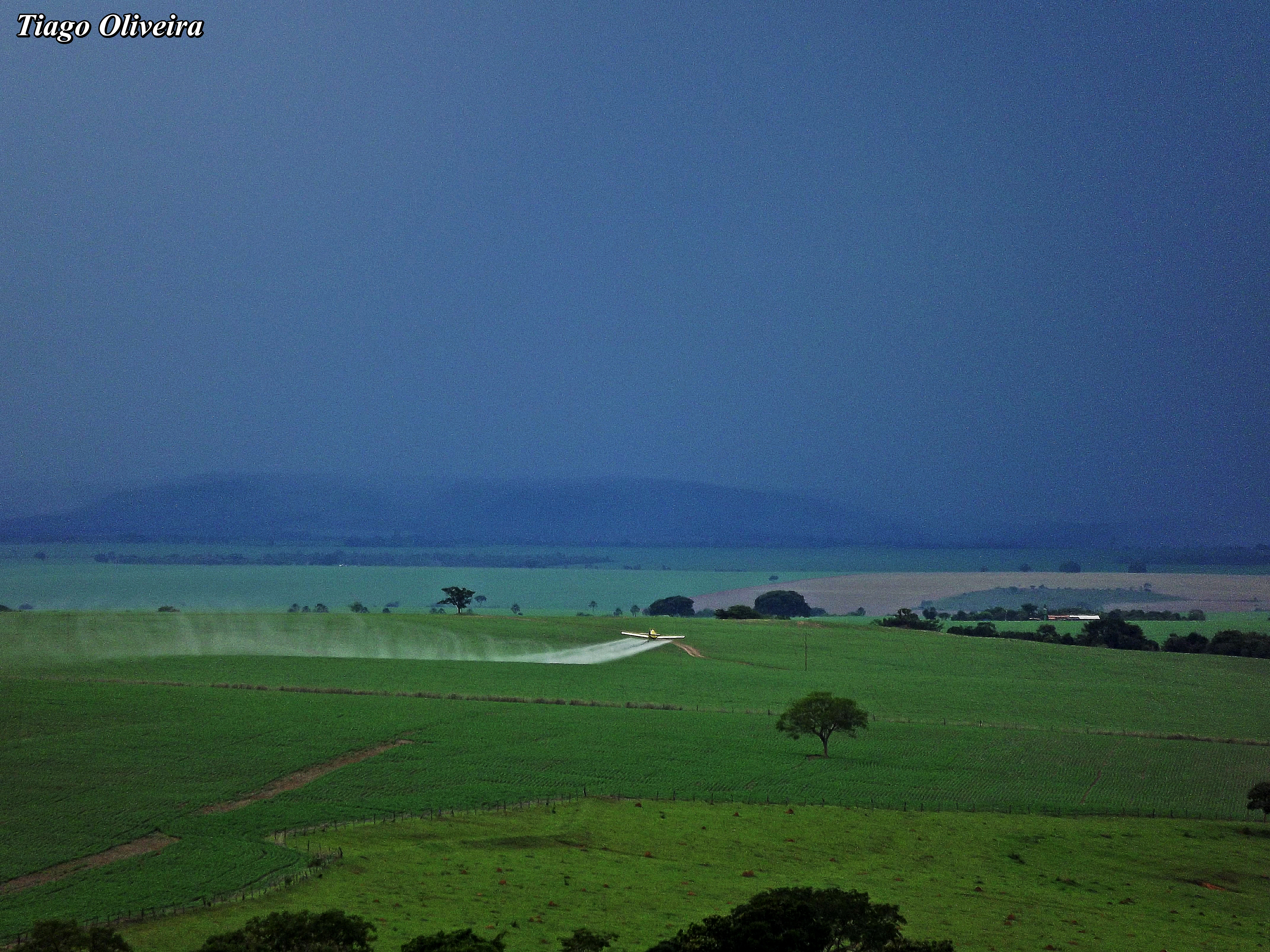
Aplicação aérea em soja. Catalão - Santo Antônio do Rio Verde - GO

A vegetação da Região Centro-Oeste é diversificada, com áreas de cerrado, cerradão, floresta tropical e pantanal. O cerrado é o bioma predominante, caracterizado por árvores baixas, arbustos e vegetação rasteira adaptada a solos pobres e períodos de seca. O Pantanal, por sua vez, abriga uma grande variedade de espécies vegetais, além de ser lar de inúmeras espécies de aves, mamíferos e peixes. A vegetação do Centro-Oeste é marcada por uma grande diversidade de biomas, cada um com características específicas de flora e fauna. A região abrange partes do Cerrado, Pantanal e Amazônia, contribuindo para uma riqueza única em termos de ecossistemas. Abaixo, estão os principais biomas e suas características:
- Cerrado: O Cerrado é o bioma predominante na região, ocupando a maior parte do território. Caracteriza-se por uma vegetação de savana com árvores baixas e esparsas, vegetação rasteira, além de formações de cerradões, matas ciliares e veredas. Apresenta uma grande biodiversidade, com uma variedade de espécies de plantas, árvores frutíferas, gramíneas e arbustos adaptados ao clima sazonal com uma estação seca bem definida. O Cerrado é considerado um dos hotspots de biodiversidade mais importantes do mundo.[26]

- Pantanal: O Pantanal é uma das maiores áreas úmidas do mundo e está localizado principalmente no Mato Grosso do Sul, com extensões menores no Mato Grosso e em outros estados. Apresenta uma vegetação diversificada, incluindo matas ciliares, cerrados, campos inundáveis e áreas alagadas sazonalmente. É conhecido por sua biodiversidade excepcional, abrigando uma grande variedade de aves, mamíferos, répteis, peixes e plantas adaptadas às condições úmidas.[27]

- Amazônia: Embora a maior parte da Amazônia esteja localizada nos estados da região Norte do Brasil, partes do estado do Mato Grosso fazem parte deste bioma. A vegetação é predominantemente composta por floresta tropical úmida, com árvores altas, densa vegetação e uma enorme diversidade de espécies vegetais e animais. A Amazônia é considerada o pulmão do mundo devido à sua importância na regulação do clima global e na produção de oxigênio.[28]

Além desses principais biomas, o Centro-Oeste também inclui áreas de transição e ecótonos entre esses sistemas, resultando em uma complexidade adicional na vegetação. A conservação desses biomas é crucial não apenas para a preservação da biodiversidade, mas também para a manutenção dos serviços ecossistêmicos, como a regulação do clima, a conservação do solo e a disponibilidade de recursos hídricos. No entanto, essas áreas enfrentam ameaças significativas de desmatamento, conversão para atividades agrícolas e pecuárias, e outros impactos humanos, destacando a necessidade de políticas de conservação e uso sustentável dos recursos naturais.

## Demografia

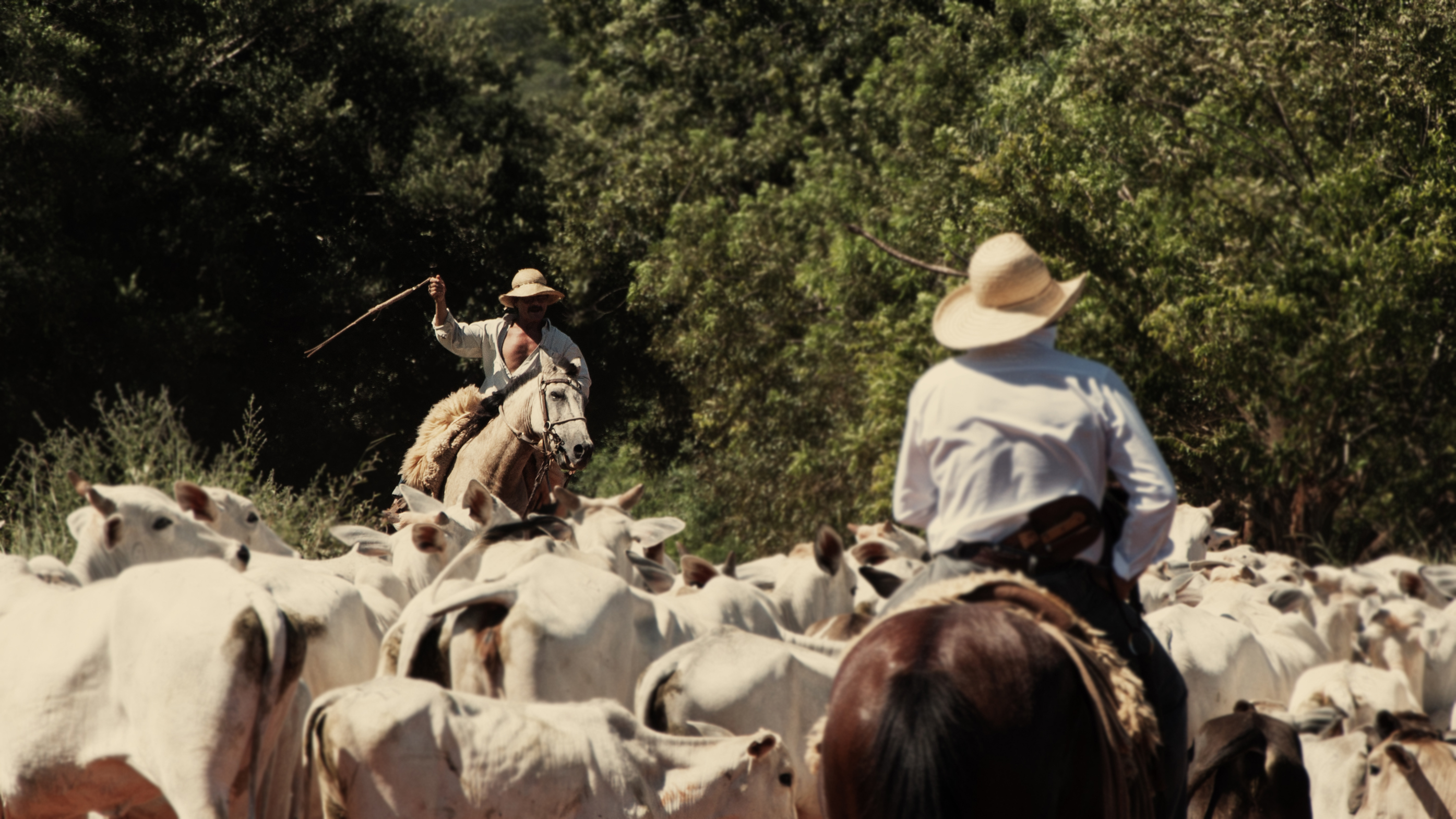
A criação de gado bovino é uma das principais atividades econômicas no pantanal. Aqui, 2 vaqueiros levam o rebanho de uma região para outra.

A demografia do Centro-Oeste do Brasil é marcada por uma série de características distintas que refletem tanto aspectos históricos quanto econômicos e geográficos da região. Compreender a dinâmica populacional dessa área do país é fundamental para entender os desafios e oportunidades enfrentados pelas comunidades locais e para orientar políticas públicas e desenvolvimento regional.
- Crescimento populacional: Nas últimas décadas, o Centro-Oeste experimentou um significativo crescimento populacional, impulsionado principalmente pelo processo de migração interna e pelo desenvolvimento econômico da região. O aumento da atividade agrícola, agropecuária e do setor de serviços tem atraído pessoas de outras partes do país em busca de oportunidades de trabalho e melhores condições de vida.[31]

- Concentração urbana: Embora ainda tenha uma proporção significativa de sua população vivendo em áreas rurais, o Centro-Oeste tem testemunhado um rápido processo de urbanização. As principais cidades da região, como Brasília, Goiânia, Campo Grande e Cuiabá, têm experimentado um crescimento acelerado, atraindo migrantes em busca de emprego, educação e serviços de saúde.[32]

- Diversidade étnica e cultural: A população do Centro-Oeste é marcada por uma grande diversidade étnica e cultural, resultado da miscigenação entre diferentes grupos indígenas, europeus, africanos e asiáticos ao longo da história. Essa diversidade se reflete nas tradições, na culinária, na música e nas festas populares da região, contribuindo para a riqueza cultural do Centro-Oeste.[33]

- Desafios socioeconômicos: Apesar do crescimento econômico e do aumento da renda per capita em algumas áreas urbanas, o Centro-Oeste ainda enfrenta desafios socioeconômicos significativos. A desigualdade de renda, o acesso limitado a serviços básicos como educação e saúde, e a falta de infraestrutura em algumas áreas rurais são questões importantes que afetam a qualidade de vida de muitos residentes da região.[34]

- Questões ambientais: A expansão agrícola e agropecuária no Centro-Oeste também levanta preocupações ambientais, como o desmatamento, a degradação do solo e a escassez de recursos hídricos. O desafio de conciliar o desenvolvimento econômico com a conservação ambiental é uma prioridade para governos e organizações da sociedade civil na região.[35]

## Economia e Recursos Naturais
A economia da Região Centro-Oeste é diversificada, com destaque para a agropecuária, mineração, indústria e turismo. A região é uma das principais produtoras de grãos do país, com extensas áreas de plantações de soja, milho e algodão. Além disso, a pecuária bovina é uma atividade econômica importante, especialmente em Mato Grosso. A região também possui ricos recursos minerais, como ouro, nióbio e manganês.